# Mackenzie’s Land
Mackenzie’s Land ist ein Wohn- und Geschäftsgebäude an der Main Street in der schottischen Stadt Inveraray. Das Haus befindet sich am Südende des historischen Stadtkerns von Inveraray und liegt südlich der Gebäudezeile Arkland. Black’s Land ist das nördliche Nachbarhaus. Mackenzie’s Land liegt direkt an der A83, die den Süden der Region bis zur Halbinsel Kintyre an den Central Belt anschließt. 1966 wurde Mackenzie’s Land in die schottischen Denkmallisten in der höchsten Kategorie A aufgenommen.

## Beschreibung
Das Gebäude wurde im Jahre 1775 fertiggestellt und zählt somit zu den ältesten Gebäuden der Planstadt Inveraray. Mackenzie’s Land ist im traditionellen Stil gebaut. Auf dem Erdgeschoss mit drei symmetrisch angeordneten Eingangstüren sitzt ein Obergeschoss auf. Über die Vorderfront sind acht Sprossenfenster verteilt. Das Gebäude schließt mit einem schiefergedeckten Satteldach ab. Alle Fassaden sind in der traditionellen Harling-Technik verputzt. In einem Teil des Erdgeschosses sind Geschäftsräume eingerichtet.